# Roodvleugelelfje
Het roodvleugelelfje (Malurus elegans) is een zangvogel uit de familie van de elfjes (Maluridae).

## Verspreiding en leefgebied
De soort komt voor in zuidwestelijk Australië.

## Status
De grootte van de populatie is niet gekwantificeerd maar de soort wordt omschreven als plaatselijk algemeen in geschikt habitat. Op de Rode lijst van de IUCN heeft deze soort de status niet bedreigd.